# Prix du dessin
Le Prix du dessin est un prix remis de 1974 à 1980 et de 2002 à 2006 à un auteur de bande dessinée lors du festival international de la bande dessinée d'Angoulême. Il récompense des auteurs dont un album paru dans l'année présente de très grandes qualités graphiques. De 1974 à 1980 le prix s'appelle Alfred du dessinateur. En 2002 et 2003, ce prix se nomme Alph'art du meilleur dessin.

## Prix du dessin (1974-1980)

### Prix du dessinateur français (1974-1978)
- 1974 : Alexis
- 1975 : Jacques Tardi
- 1976 : André Chéret
- 1977 : Moebius
- 1978 : Paul Gillon

### Prix du dessinateur étranger (1974-1978)
- 1974 : Victor de la Fuente
- 1975 : Dino Battaglia
- 1976 : Richard Corben
- 1977 : Wally Wood
- 1978 : Derib

### Prix du meilleur dessinateur (1979-1980)
- 1979 : Ted Benoit, pour Hôpital, Les Humanoïdes Associés
- 1980 : François Bourgeon, pour Les Passagers du vent

## Prix du dessin (2002-2006)
- 2002 : le Cri du peuple t. 1 : Les Canons du 18 mars de Jacques Tardi et Jean Vautrin, Casterman
- 2003 : Le Dérisoire d'Olivier Supiot et Éric Omond, Glénat
- 2004 : Blacksad t. 2 : Artic Nation de Juanjo Guarnido et Juan Díaz Canales, Dargaud
- 2005 : Le Sommet des dieux t. 2 de Jirō Taniguchi et Baku Yumemakura, Kana
- 2006 : Le Vol du corbeau t. 2, Jean-Pierre Gibrat, Dupuis